# Днепровский, Пётр Павлович
Пётр Павлович Днепровский (1921—1943) — гвардии сержант Рабоче-крестьянской Красной Армии, участник Великой Отечественной войны, Герой Советского Союза (1944).

## Биография
Пётр Днепровский родился в 1921 году в селе Семиозёрка (ныне — Ивановский район Амурской области) в крестьянской семье. Получил начальное образование, работал мотористом на катере. В 1941 году Днепровский был призван на службу в Рабоче-крестьянскую Красную Армию. С того же года — на фронтах Великой Отечественной войны. К октябрю 1943 года гвардии сержант Пётр Днепровский командовал отделением 62-го отдельного  гвардейского сапёрного батальона 3-го гвардейского механизированного корпуса 47-й армии Воронежского фронта. Отличился во время битвы за Днепр.
В течение нескольких суток отделения Днепровского и сержанта Виноградова совершали рейсы через Днепр в районе села Селище Каневского района Черкасской области Украинской ССР, только за первую ночь переправив около 500 человек со всех необходимым снаряжением, боеприпасами и продовольствием. Днепровский лично совершил более 300 рейсов. Его лодка не раз получала повреждения, но Днепровский на ходу исправлял повреждения. 19 октября 1943 года Днепровский был убит прямым попаданием снаряда в нос лодки.
Указом Президиума Верховного Совета СССР от 24 апреля 1944 года за «образцовое выполнение боевых заданий командования на фронте борьбы с немецкими захватчиками и проявленные при этом мужество и героизм» гвардии сержант Пётр Днепровский посмертно был удостоен высокого звания Героя Советского Союза. Также был награждён орденами Ленина и Красной Звезды.
В честь Днепровского названа улица в Свободном.